# 龍氏擬爪魷
龍氏擬爪魷（学名：Onykia loennbergi），又名龍氏桑椹烏賊，为爪魷科擬爪魷屬下的一个种。